# Lebucquière
Lebucquière és un municipi francès situat al departament del Pas de Calais i a la regió dels Alts de França. L'any 2007 tenia 231 habitants.

## Demografia

### Població
El 2007 la població de fet de Lebucquière era de 231 persones. Hi havia 96 famílies de les quals 20 eren unipersonals (20 dones vivint soles i 20 dones vivint soles), 40 parelles sense fills, 32 parelles amb fills i 4 famílies monoparentals amb fills.
La població ha evolucionat segons el següent gràfic:
Habitants censats

### Habitatges
El 2007 hi havia 104 habitatges, 94 eren l'habitatge principal de la família, 5 eren segones residències i 4 estaven desocupats. Tots els 103 habitatges eren cases. Dels 94 habitatges principals, 85 estaven ocupats pels seus propietaris, 7 estaven llogats i ocupats pels llogaters i 2 estaven cedits a títol gratuït; 1 tenia dues cambres, 14 en tenien tres, 23 en tenien quatre i 56 en tenien cinc o més. 73 habitatges disposaven pel capbaix d'una plaça de pàrquing. A 48 habitatges hi havia un automòbil i a 34 n'hi havia dos o més.

### Piràmide de població
La piràmide de població per edats i sexe el 2009 era:
| Homes | Edats   | Dones |
| ----- | ------- | ----- |
| 0     | 95 o +  | 0     |
| 0     | 90 a 94 | 0     |
| 0     | 85 a 89 | 4     |
| 0     | 80 a 84 | 4     |
| 8     | 75 a 79 | 0     |
| 16    | 70 a 74 | 12    |
| 8     | 65 a 69 | 12    |
| 8     | 60 a 64 | 4     |
| 4     | 55 a 59 | 0     |
| 0     | 50 a 54 | 8     |
| 8     | 45 a 49 | 4     |
| 12    | 40 a 44 | 4     |
| 20    | 35 a 39 | 12    |
| 0     | 30 a 34 | 8     |
| 12    | 25 a 29 | 12    |
| 0     | 20 a 24 | 4     |
| 8     | 15 a 19 | 8     |
| 12    | 10 a 14 | 8     |
| 8     | 5 a 9   | 4     |
| 4     | 0 a 4   | 8     |

## Economia
El 2007 la població en edat de treballar era de 134 persones, 101 eren actives i 33 eren inactives. De les 101 persones actives 95 estaven ocupades (51 homes i 44 dones) i 6 estaven aturades (3 homes i 3 dones). De les 33 persones inactives 5 estaven jubilades, 11 estaven estudiant i 17 estaven classificades com a «altres inactius».

### Ingressos
El 2009 a Lebucquière hi havia 102 unitats fiscals que integraven 250 persones, la mediana anual d'ingressos fiscals per persona era de 17.001 €.

### Activitats econòmiques
Dels 4 establiments que hi havia el 2007, 1 era d'una empresa de construcció, 1 d'una empresa de comerç i reparació d'automòbils i 2 d'empreses de transport.
L'únic servei als particulars que hi havia el 2009 era una empresa de construcció.
L'any 2000 a Lebucquière hi havia 7 explotacions agrícoles que ocupaven un total de 336 hectàrees.

## Equipaments sanitaris i escolars
El 2009 hi havia una escola elemental integrada dins d'un grup escolar amb les comunes properes formant una escola dispersa.

## Poblacions més properes
El següent diagrama mostra les poblacions més properes.